# Pettyes éticsiga
A pettyes éticsiga vagy cirádás éticsiga (Cornu aspersum, korábban Helix aspersa) a csigák (Gastropoda) osztályának tüdőscsigák (Pulmonata) rendjébe, ezen belül a főcsigák (Helicidae) családjába tartozó faj.

## Előfordulása
A pettyes éticsiga a Földközi-tenger környékén és Nyugat-Európán kívül Közép-Európa melegebb tájain terjedt el; utóbbinál mindenekelőtt az Alsó-Rajna vidékén, a Boden-tó környékén, valamint a Nahe és a Neckar folyók mentén. Törökországban és Afrika északnyugati részén is vannak állományai. Egyes emberek fogyasztják a pettyes éticsigát, de a faj nincs veszélyben. A keresletet a tenyésztés ki tudja elégíteni.

## Megjelenése

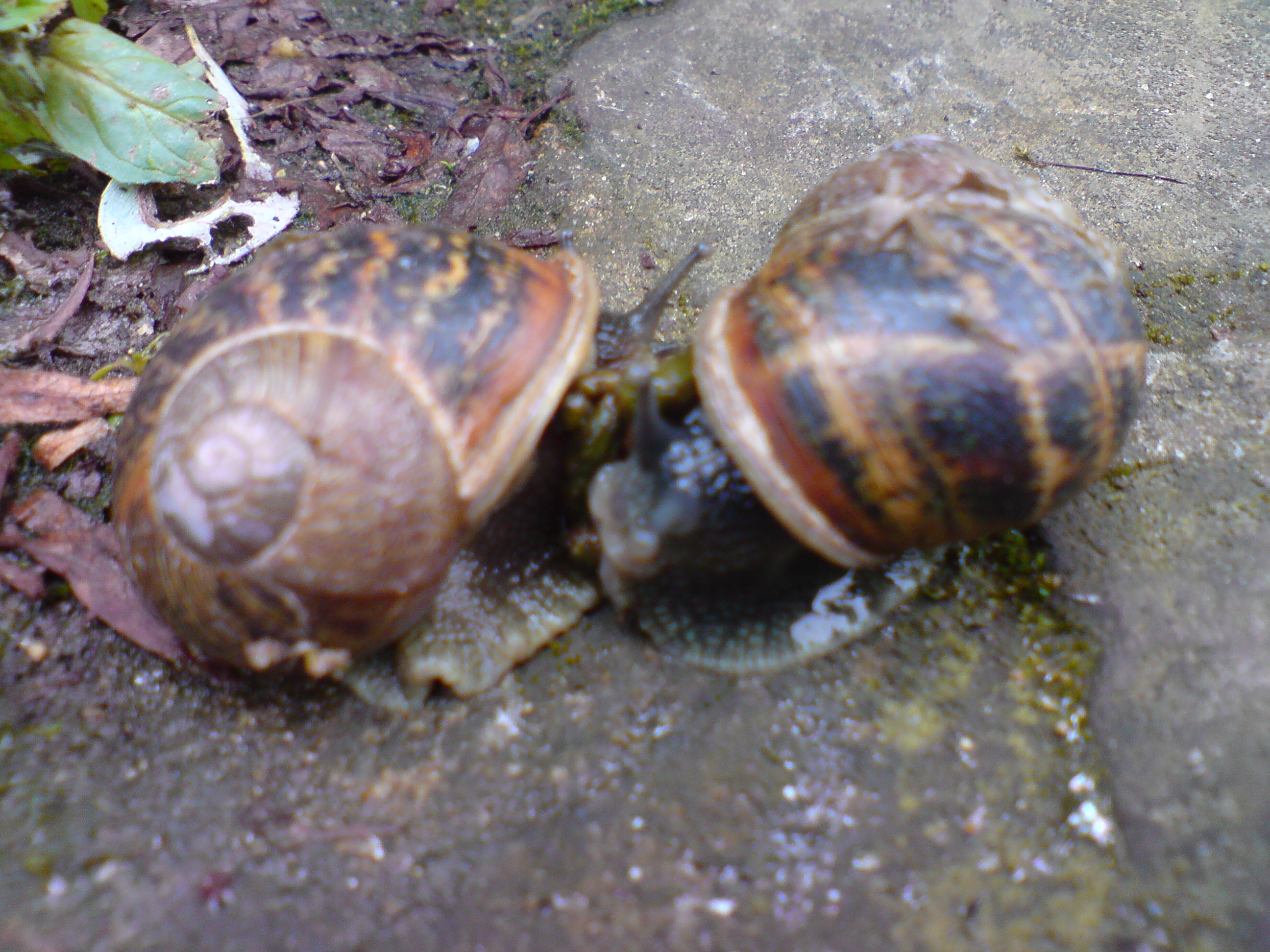
Párzó pettyes éticsigák

A pettyes éticsiga testhossza 8-9 centiméter, a ház legfeljebb 40 milliméter széles és 35 milliméter magas. A pettyes éticsiga háza barna, fekete foltokkal.

## Életmódja
A csiga télen és a forró nyári napokon dermedt állapotban ül. Tápláléka levelek és egyéb növényi részek. A pettyes éticsiga 10 évig is élhet.

## Szaporodása
A nagy házú példányok gyakran csak 2 éves kortól érik el az ivarérettséget. A párzási időszak meleg, párás nyári éjjeleken van. A csiga hímnős, mégis párt kell keresnie a párzáshoz. A párzás közben mindkét állat „teherbe” esik. A csiga 20-50 petét rak kupaconként. A kifejlődéshez 1 hónap kell, hogy elteljen. Az újonnan kikelt csigák háza, puha és átlátszó. Idővel megsötétedik és több spirált szerez.